# グナエウス・ドミティウス・アヘノバルブス (紀元前192年の執政官)
グナエウス・ドミティウス・アヘノバルブス（ラテン語: Gnaeus Domitius Ahenobarbus, 生没年不詳）は、紀元前2世紀前半、第二次ポエニ戦争、第三次ポエニ戦争間の共和政ローマの政務官。プレプス（平民）系アヘノバルブス家の出自。紀元前192年、コンスル（執政官）を務めた。

## 経歴
紀元前196年、アエディリス・プレビス（平民按察官）に選出された。このとき公有地を勝手に使用している農民を裁判にかけ、そのうち三人が有罪とされた。その罰金で島にファウヌスの神殿を建設することとなった。そして平民の祝祭を2日間行った。
紀元前194年、プラエトル・ウルバヌス（首都法務官）に選出された。恐らくこのときの逸話として、ある女性が明らかにワインを飲み過ぎているのを見かけ、夫が知らないうちに財産をなくさないよう注意したというのを大プリニウスが書き残している。この年神殿が完成し奉献している
紀元前192年、執政官に選出され、同僚パトリキ（伝統的貴族）はルキウス・クィンクティウス・フラミニヌスであった 。この年セレウコス朝アンティオコス3世との関係悪化が懸念されており、選挙管理を担当しない執政官のどちらかはいつでも国外に出兵する準備が求められ、アヘノバルブスはアンティオコスと交渉しているプブリウス・ウィッリウス・タップルスら使節団が帰国するまでローマ市で待機するよう元老院に命じられた。使節団の帰国と共に即時開戦の危機はないことが知らされ、アヘノバルブスはアリミヌムからガリア・キサルピナのボイイ族への遠征を行い、ボイイ族の指導層1500人が降伏した。翌年もプロコンスル（前執政官）としてボイイ族に当たり、執政官プブリウス・コルネリウス・スキピオ・ナシカ到着後に引き継ぎを済ませ帰国している。
紀元前190年、おそらくスキピオ・アシアティクスのレガトゥス（副官）としてマグネシアの戦いに参加した。アッピアノスによると、参謀として弟をサポートするスキピオ・アフリカヌスが病を得、アヘノバルブスはアシアティクスの相談役に指名された。アフリカヌスは自分が回復するまで戦わないよう指示していたが、アヘノバルブスは自分でこの戦争の勝敗を決めようとアンティオコスの近くに陣を張ることを繰り返した。しかし、相手が乗ってこなかったため業を煮やして勝手に決戦を宣言した。
夕暮れ前に進軍を開始し、アヘノバルブスは右翼を指揮し、中央にアシアティクスを配置、左翼の指揮をエウメネス2世に預け、マグネシアの戦いが始まった。周囲が暗くなってきており、霧も出てきたため飛び道具が役に立たず、アンティオコス側の鎌戦車を警戒していたものの、戦車はラクダ部隊などと同士討ちを始めており、混乱が広がっていた。エウメネスの騎兵は戦車部隊を破るなど活躍したものの、アンティオコス自身はローマの左翼を突破して深追いしており、残った中央のファランクスが頑強に抵抗してローマ側に犠牲を強い続けたため、アヘノバルブスは遠巻きに包囲して槍と飛び道具で攻撃し、ついに敗走させることに成功した。アヘノバルブスはアンティオコスの本陣を制圧したが、そのことを知らずに戦場に戻ってきたアンティオコスは、ローマ陣が空なのを見て勝利を確信したものの、戦場の様子をみて敗北を悟り、サルデスに逃げ帰ったという。